# Championnat de Chypre de football 1957-1958
Navigation
Saison précédente Saison suivante
La saison 1957-1958 du Championnat de Chypre de football était la 21e édition officielle du championnat de première division à Chypre. Les dix meilleurs clubs du pays se retrouvent au sein d'une poule unique, la Cypriot First Division, où ils s'affrontent deux fois, à domicile et à l'extérieur. Le dernier du classement en fin de saison est directement relégué en deuxième division.
L'Anorthosis Famagouste, tenant du titre, remporte le 3e titre de son histoire en terminant en tête du championnat, devant le Pezoporikos Larnaca et l'EPA Larnaca. Les événements survenus sur l'île empêchent le championnat d'arriver à son terme; la compétition est arrêtée alors que certains équipes avaient encore une voire deux rencontres à disputer. Néanmoins, le titre est bien attribué à l'Anorthosis qui ne peut être rejoint par ses poursuivants. Les troubles sur Chypre entraîne l'arrêt de la compétition pendant la saison 1958-1959.

## Clubs participants
- APOEL Nicosie
- AEL Limassol
- Olympiakos Nicosie
- Omonia Nicosie
- Aris Limassol
- EPA Larnaca
- Pezoporikos Larnaca
- Anorthosis Famagouste
- Nea Salamina
- Apollon Limassol - Promu de D2

## Compétition

### Classement
Le barème utilisé pour établir le classement est le suivant :
- Victoire : 2 points
- Match nul : 1 point
- Défaite : 0 point

| Rang | Équipe                  | Pts | J  | G  | N | P | Bp | Bc | Diff |
| ---- | ----------------------- | --- | -- | -- | - | - | -- | -- | ---- |
| 1    | Anorthosis Famagouste T | 27  | 17 | 12 | 3 | 2 | 55 | 22 | +33  |
| 2    | Pezoporikos Larnaca     | 21  | 16 | 8  | 5 | 3 | 35 | 22 | +13  |
| 3    | EPA Larnaca             | 20  | 18 | 9  | 2 | 7 | 31 | 34 | -3   |
| 4    | AEL Limassol            | 19  | 18 | 7  | 5 | 6 | 30 | 25 | +5   |
| 5    | Omonia Nicosie          | 16  | 16 | 6  | 4 | 6 | 20 | 21 | -1   |
| 6    | APOEL Nicosie           | 15  | 16 | 5  | 5 | 6 | 20 | 23 | -3   |
| 7    | Nea Salamina            | 15  | 18 | 6  | 3 | 9 | 30 | 40 | -10  |
| 8    | Aris Limassol           | 15  | 17 | 5  | 5 | 7 | 22 | 32 | -10  |
| 9    | Apollon Limassol P      | 13  | 17 | 2  | 9 | 6 | 28 | 38 | -10  |
| 10   | Olympiakos Nicosie      | 9   | 17 | 1  | 7 | 9 | 21 | 35 | -14  |

|  | Vainqueur du championnat de Chypre 1957-1958                                           |
|  | Relégation directe en deuxième division                                                |
|  | T : Tenant du titre C : Vainqueur de la Coupe de Chypre P : Promu de deuxième division |

## Bilan de la saison
| Championnat de Chypre de football 1957-1958 |                                  |
| Champion                                    | Anorthosis Famagouste (3e titre) |
| Coupes et trophées                          |                                  |
| Vainqueur de la Coupe de Chypre 1957-1958   | Non disputée                     |
| Promotions et relégations                   |                                  |
| Promus en Cypriot First Division            | Orfeas Nicosie                   |
| Relégués en Cypriot Second Division         | Olympiakos Nicosie               |